# 威廉·福克斯

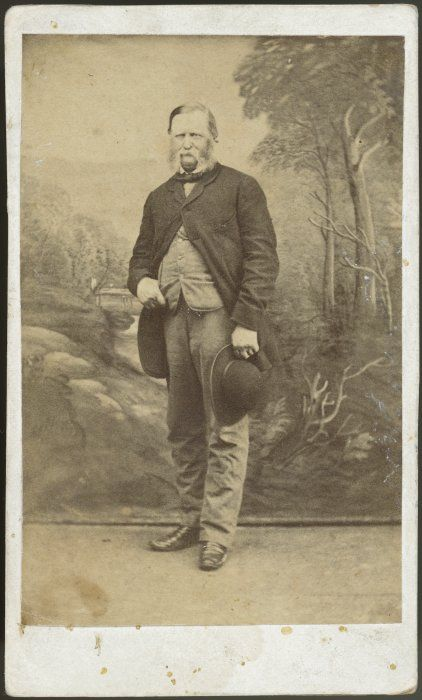
威廉·福克斯爵士,1880年和1893年之间

威廉·福克斯爵士（Sir William Fox，1812年1月20日—1893年6月23日），KCMG，新西兰著作家和政治家，他关于争取新西兰自治的著作，促成《1852年宪法法案》，使新西兰获得自治。1842年移居新西兰，1848年任新西兰公司总代表。1863—1864年任土著事务部长，主张对毛利族采取强硬的军事手段并没收他们的土地，因此与总督乔治·格雷发生冲突。先后4次出任新西兰总理（1856，1861—1862，1869—1872，1873）。1875年辞去议员职务。1879年受封爵士。著有《新西兰的六个殖民地》（1851年）和《新西兰的战争》（1860年。修订版1866年）。
新西兰城镇福克斯顿，创建于1885年，以他的名字命名。